# ジークムント・フロイト協会
ジークムント・フロイト協会(Die Sigmund Freud Gesellschaft)は、 1968年に創立された学会で、本部をウィーンに置いている。学会の目的は、精神分析の理論と実践の研究一般と特にその創立者であるジークムント・フロイトの研究の推進である。
1968年の創立発起人の中には、フリードリッヒ・ハッカーやハラルド・レオポルド・レーヴェンタールらも名を連ねている。ジークムント・フロイト協会は今日数多くの国々からおよそ500人の会員を擁しており、その中には医師や学生、精神分析家、さらには芸術家などが含まれている。協会の会員になるための条件は、精神分析に関心を持っていることである。
協会は、定期的にシンポジウムや討論会、講演会などの催しを企画し、それらはシーグムント・フロイト博物館やジークムント・フロイト財団との緊密な連絡を取りながら行われている。
シーグムント・フロイト協会の会長は、現在は美術史家のエヴァ・マリア・ヘーレ(de:Eva-Maria Höhle)が勤めている。